# Gornji Morinj
Gornji Morinj este un sat din comuna Kotor, Muntenegru. Conform datelor de la recensământul din 2003, localitatea are 16 locuitori (la recensământul din 1991 erau 45 de locuitori).

## Demografie
În satul Gornji Morinj locuiesc 16 persoane adulte, iar vârsta medie a populației este de 65,8 de ani (51,5 la bărbați și 72,2 la femei). În localitate sunt 9 gospodării, iar numărul mediu de membri în gospodărie este de 1,78.
Această localitate este populată majoritar de sârbi (conform recensământului din 2003).
|  |

| Demografie | Demografie | Demografie |
| An         | Locuitori  | Locuitori  |
| ---------- | ---------- | ---------- |
|            |            |            |
|            |            |            |
|            |            |            |
|            |            |            |
| 1948       | 168        |            |
| 1953       | 169        |            |
| 1961       | 136        |            |
| 1971       | 92         |            |
| 1981       | 64         |            |
| 1991       | 45         | 45         |
| 2003       | 16         | 16         |

| \| Componența etnică conform recensământului din 2003[2] \| Componența etnică conform recensământului din 2003[2] \| Componența etnică conform recensământului din 2003[2] \| Componența etnică conform recensământului din 2003[2] \| Componența etnică conform recensământului din 2003[2] \| \| ----------------------------------------------------- \| ----------------------------------------------------- \| ----------------------------------------------------- \| ----------------------------------------------------- \| ----------------------------------------------------- \| \| \| \| \| \| \| \| Sârbi \| Sârbi \| \| 11 \| 68,75% \| \| Muntenegreni \| Muntenegreni \| \| 4 \| 25% \| \| necunoscută \| necunoscută \| \| 0 \| 0% \| |              |  |    |        |
| Componența etnică conform recensământului din 2003 |              |  |    |        |
| |              |  |    |        |
| Sârbi | Sârbi        |  | 11 | 68,75% |
| Muntenegreni | Muntenegreni |  | 4  | 25%    |
| necunoscută | necunoscută  |  | 0  | 0%     |